# 1152
1152 (MCLII) fue un año bisiesto comenzado en martes del calendario juliano.

## Acontecimientos
- Divorcio de Luis VII de Francia y de Leonor de Aquitania
- Fundación de Kasímov por Yuri Dolgoruki.

## Fallecimientos
- 15 de febrero - Conrado III, emperador del Sacro Imperio.